# Jewgienij Afonin
Jewgienij Siergiejewicz Afonin, ros. Евгений Сергеевич Афонин (ur. 29 kwietnia 1979 w Barnaule) – rosyjski hokeista.

## Kariera
- Mietałłurg Nowokuźnieck (1996-1999)
- Gazowik Tiumeń (1999-2000)
- Motor Barnauł (2000-2004)
- Zauralje Kurgan (2004)
- Nieftianik Leninogorsk (2004-2005)
- Sputnik Niżny Tagił (2005-2007)
- Toros Nieftiekamsk (2007-2009)
- Ciarko KH Sanok (2009)
- Jertys Pawłodar (2009-2010)
- Ałtaj Barnauł (2010-2012)

Wychowanek Skifu Barnauł. Od lipca do sierpnia 2009 zawodnik KH Ciarko Sanok (wraz z nim jego rodacy Aleksandr Golc, Aleksandr Klimow, Wiaczesław Triasunow). Trzech z nich (bez Golca) rozegrali w barwach Sanoka dwa mecze w edycji Pucharu Polski 2009. Od 2010 zawodnik Ałtaja Barnauł.
Brał udział w turnieju zimowej uniwersjady edycji 2003.

## Sukcesy
Reprezentacyjne
- Złoty medal zimowej uniwersjady: 2003